# Harald Henning

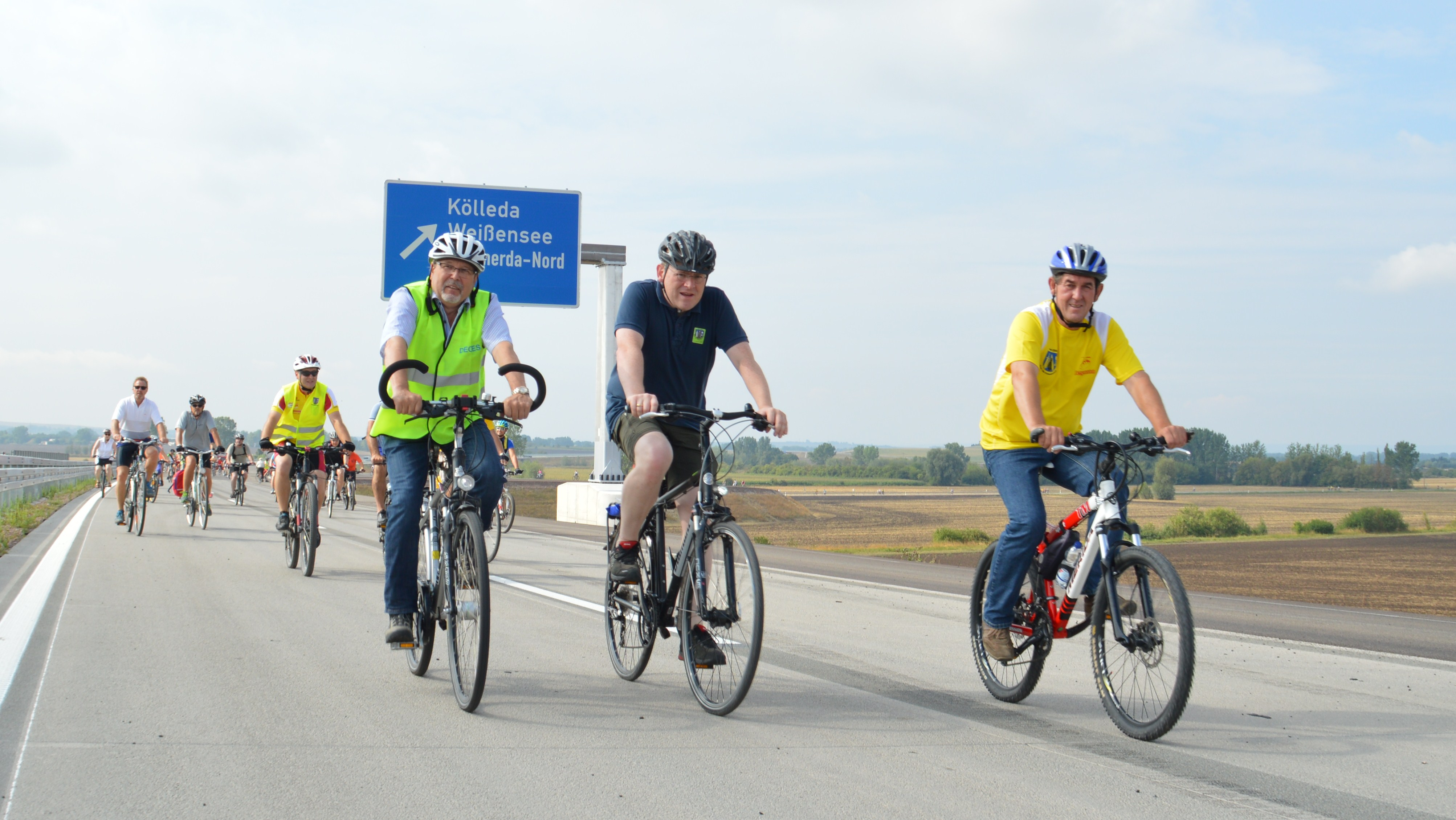
Harald Henning (r.) mit dem damaligen Landtagspräsidenten Christian Carius (M.) bei der „Tour de Frömmschdt“ auf der BAB 71 bei Leubingen (2015)

Harald Henning (* 18. April 1957 in Erfurt) ist ein deutscher Politiker (CDU) und war von 2012 bis 2024 Landrat des Landkreises Sömmerda.

## Leben
Henning schloss die Schulbildung an der Polytechnischen Oberschule Riethnordhausen 1973 ab. Nach einer Ausbildung zum Gartenbau-Facharbeiter und Studium zum Gartenbauingenieur (1979–1983) war er Brigadeleiter der VEG Saatzucht Erfurt. Von 1986 bis 1999 war er Bürgermeister der Gemeinde Nöda und hatte verschiedene Verwaltungs-, Partei- und Vereinsämter inne. Bei der Landratswahl 2012 wurde er zum Landrat des Landkreises Sömmerda gewählt.
Bei der Landratswahl am 15. April 2018 wurde er ohne Gegenkandidaten mit 98,1 % der Stimmen wiedergewählt.
Von 2019 bis 2022 war Henning Kreisvorsitzender der CDU Sömmerda.
Henning ist Vorsitzender des DRK Sömmerda.
Zu der Landratswahl am 26. Mai 2024 durfte Henning aus Altersgründen nicht nochmals antreten.